# Collepasso
Collepasso är en ort och kommun i provinsen Lecce i regionen Apulien i Italien. Kommunen hade 5 979 invånare (2017).